# Acerenza
Acerenza is een gemeente in de Italiaanse provincie Potenza (regio Basilicata) en telt 2854 inwoners (31-12-2004). De oppervlakte bedraagt 77,2 km², de bevolkingsdichtheid is 39 inwoners per km².

## Demografie
Acerenza telt ongeveer 1126 huishoudens. Het aantal inwoners daalde in de periode 1991-2001 met 1,1% volgens cijfers uit de tienjaarlijkse volkstellingen van ISTAT.
| Jaar | Inwoneraantal |
| ---- | ------------- |
| 1991 | 3043          |
| 2001 | 3010          |

## Geografie
De gemeente ligt op ongeveer 833 m boven zeeniveau.
Acerenza grenst aan de volgende gemeenten: Cancellara, Forenza, Genzano di Lucania, Oppido Lucano, Palazzo San Gervasio, Pietragalla.

## Externe link

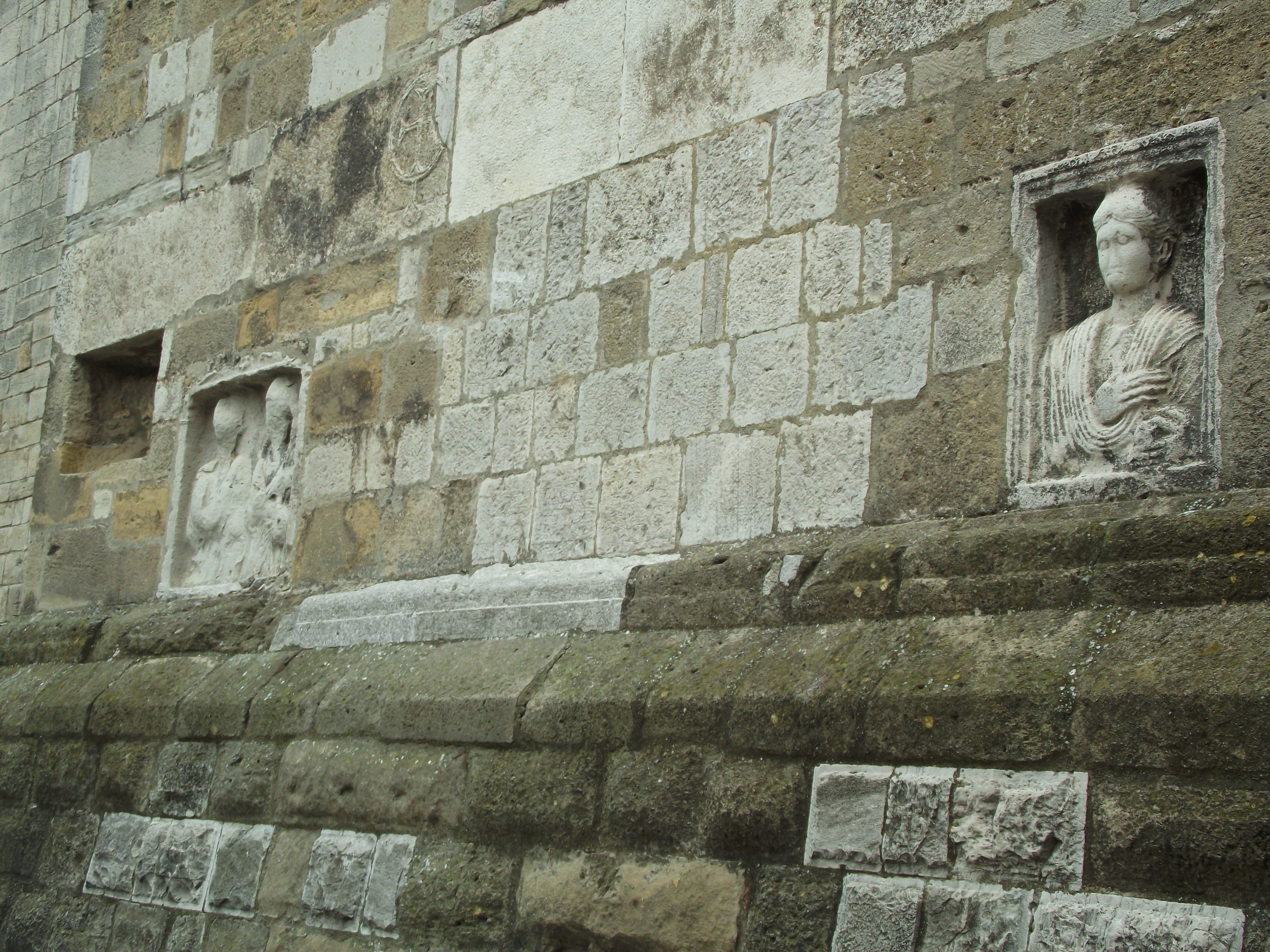
Romeinse sarcofagen
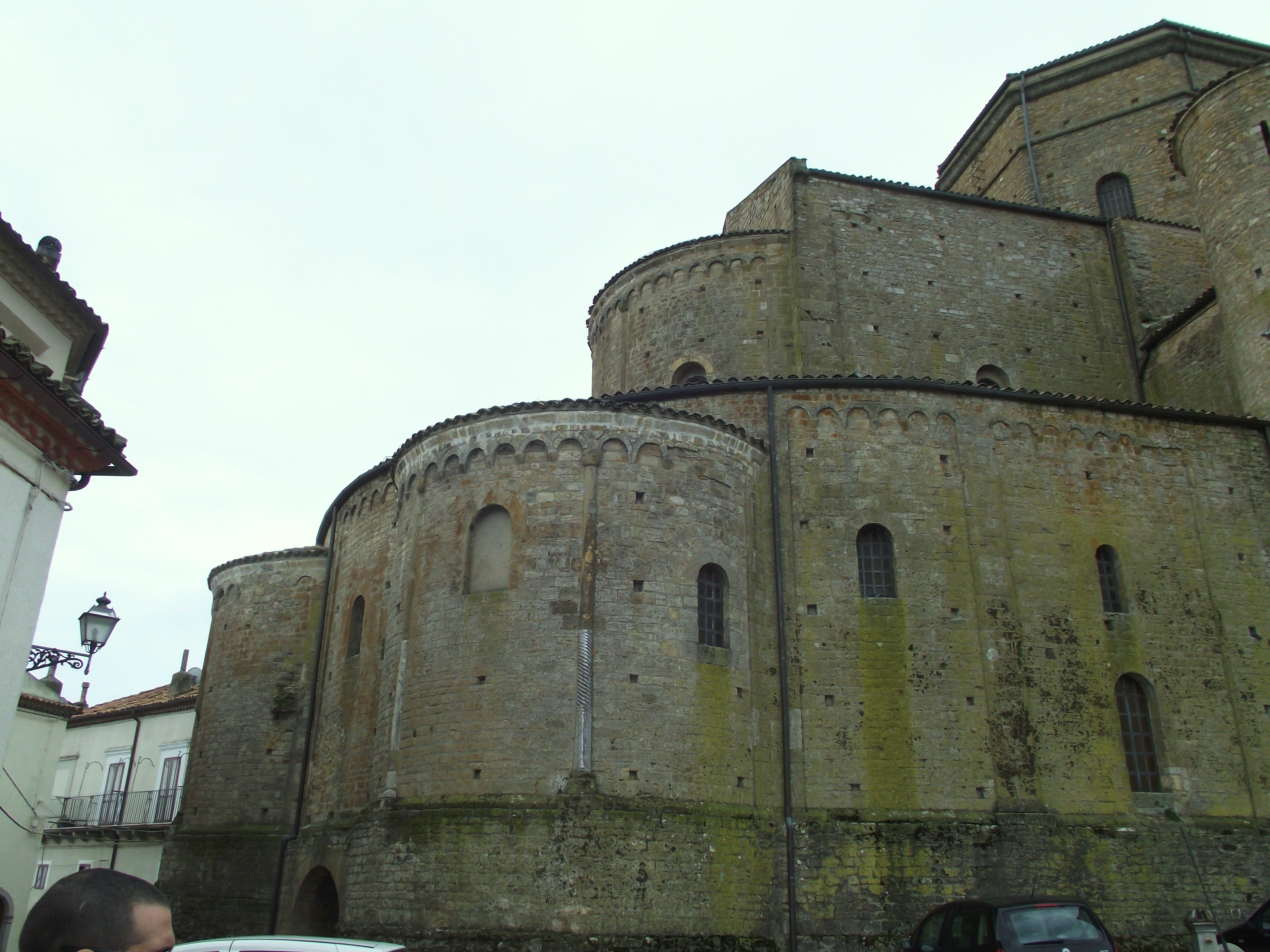
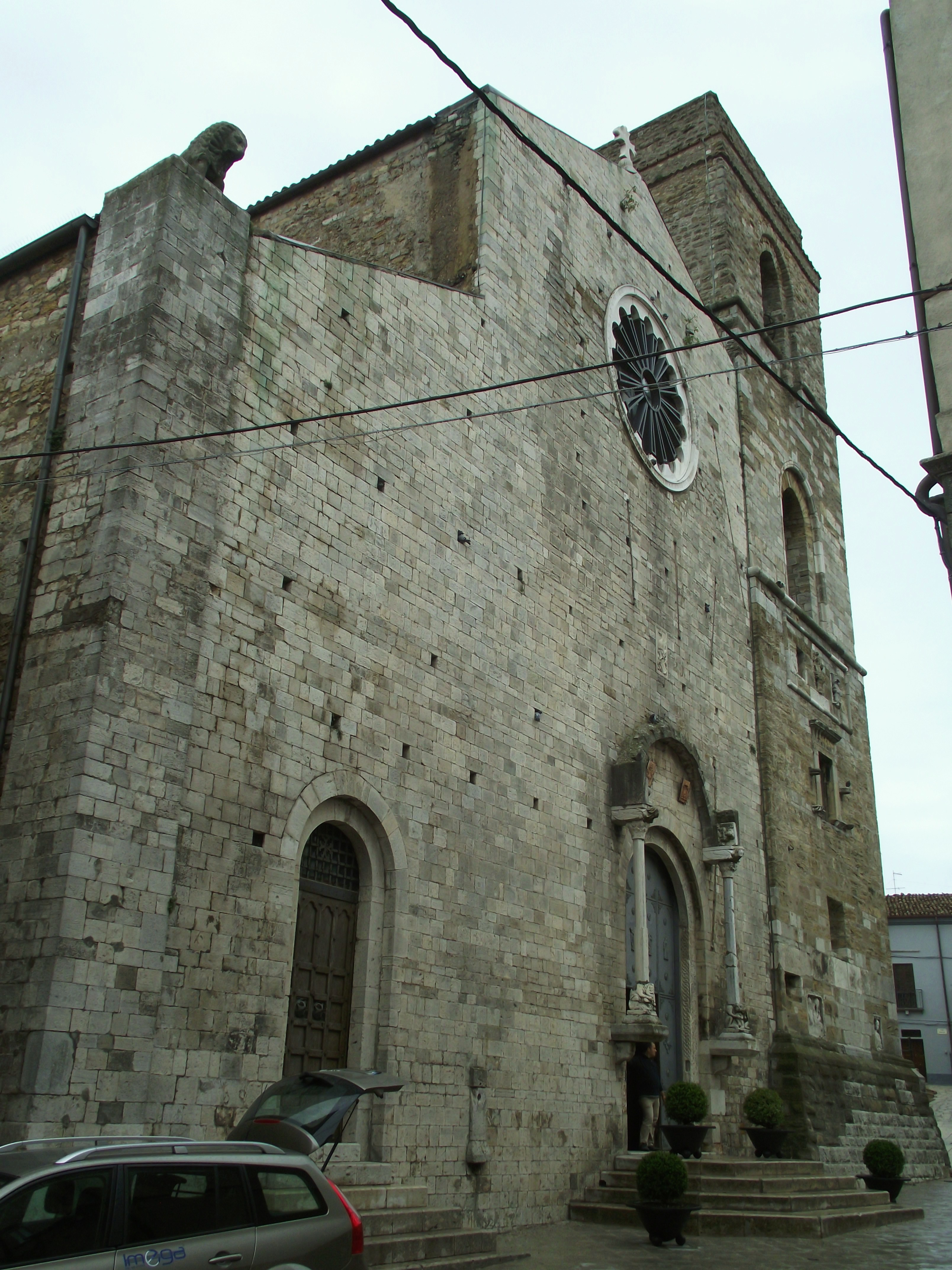
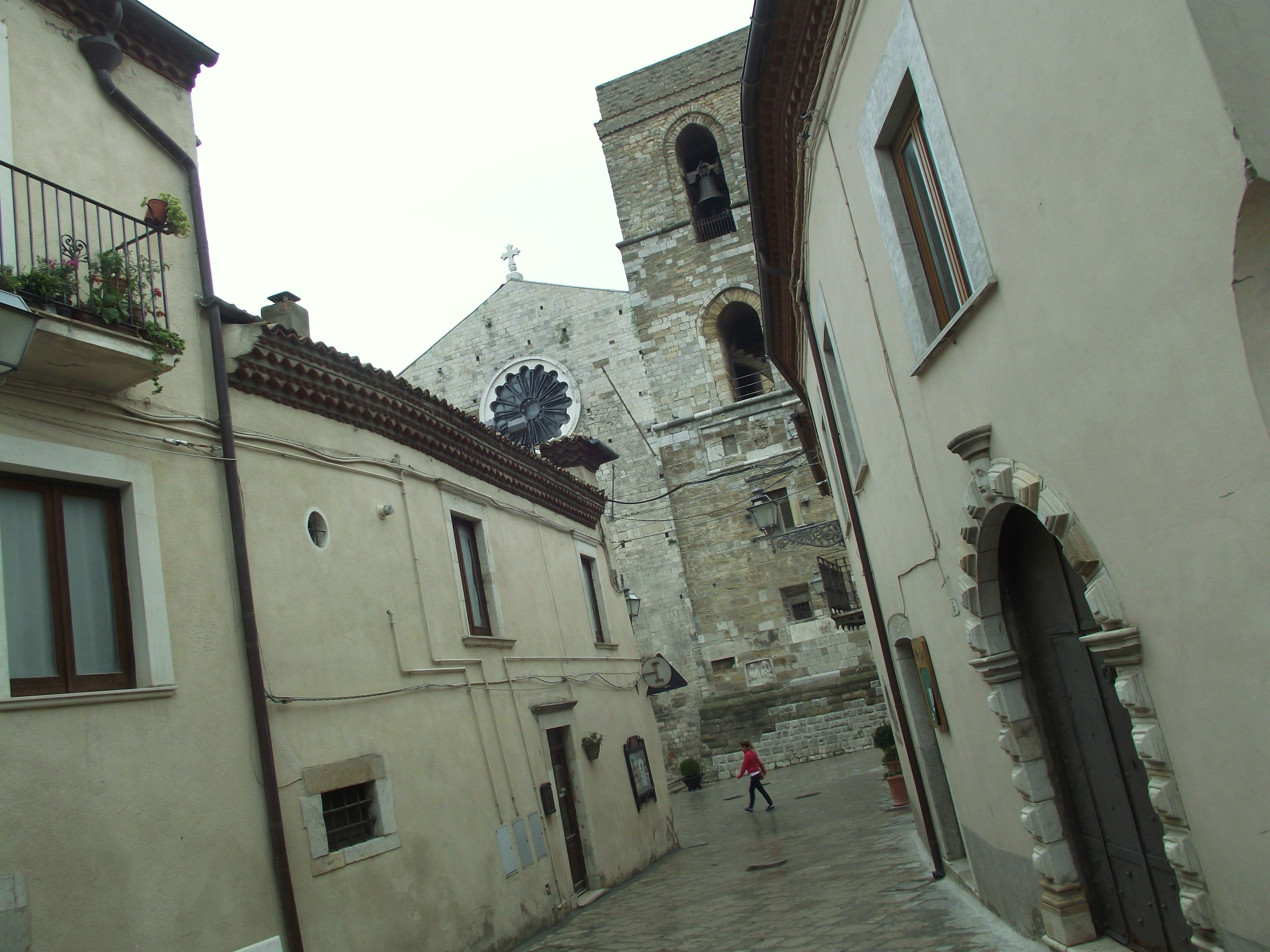
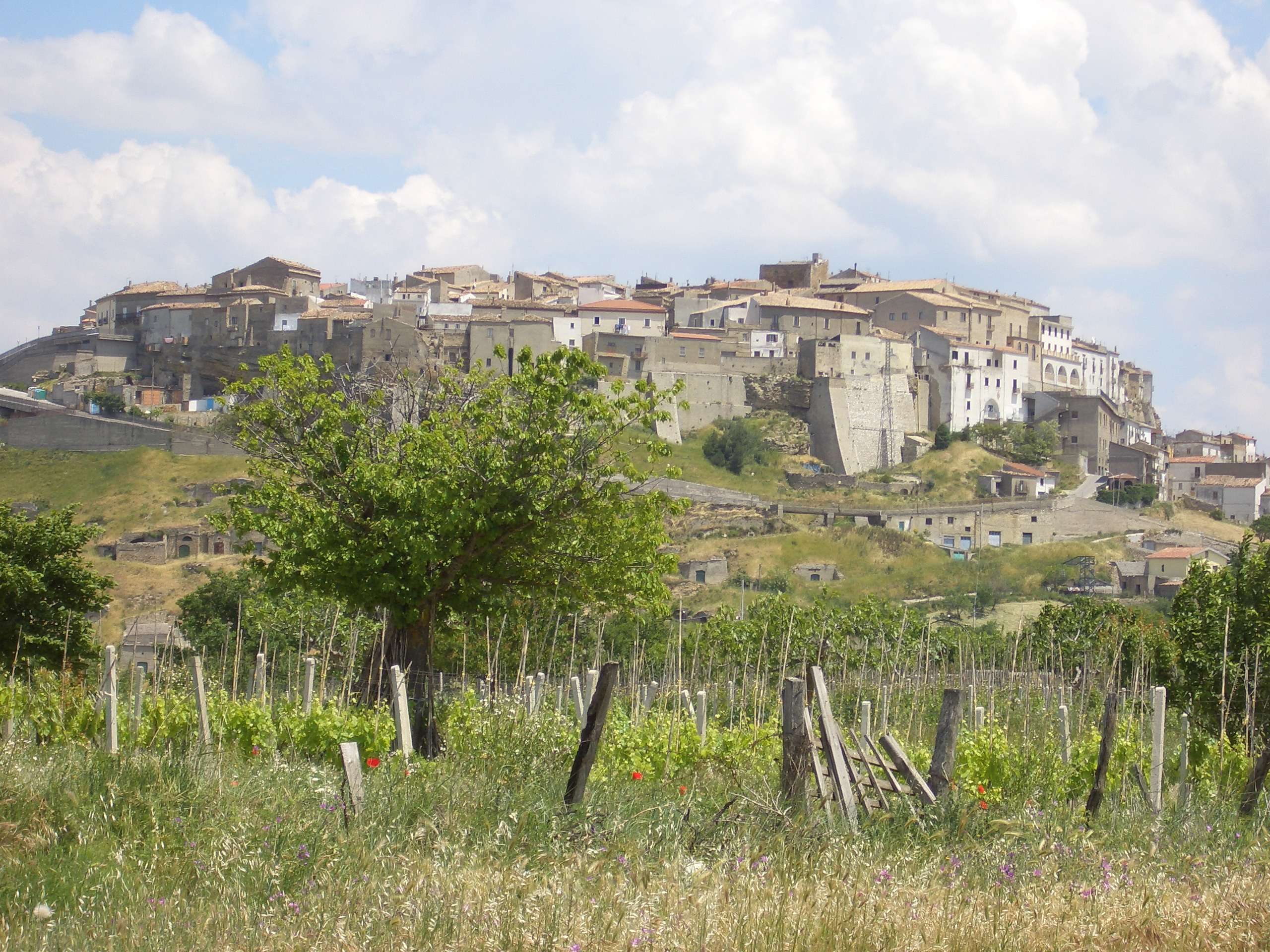
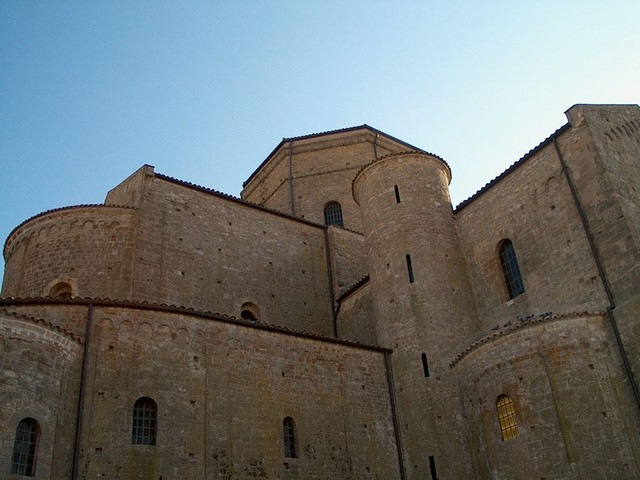